# 豊川市立小坂井中学校
豊川市立小坂井中学校（とよかわしりつ こざかいちゅうがっこう）は、愛知県豊川市伊奈町古当にある公立中学校。略称は「坂中」（さかちゅう）。

## 概要
旧・宝飯郡小坂井町内唯一の中学校。同町内の小坂井西小学校と小坂井東小学校の児童が進学する。
- 生徒数は593人、18クラス（2013年度）。

## 教育目標
- 校訓「自主」誓いの言葉「私たちはどんなにつらくても どんなに苦しくても 決して希望を捨てません。」「私たちはあたたかい友情とよりよい環境を みんなでつくります。」「私たちはいつも明るい美しい心を 悪に負けない強い心をつくります。」

校訓「自主」・・・自ら考え、自らなす
誓いの言葉・・・「夢」「仲間」「正義」を希求する

## 主な学校行事
- 入学式
- 野外活動（1年）
- 修学旅行（3年）
- 体育大会
- 坂中祭（文化祭）
- チャレンジウォーク（2年）
- 駅伝大会
- 卒業式

## 部活動
- 野球部
- ソフトボール部
- 陸上部
- サッカー部
- バスケットボール部
- バレーボール部
- ソフトテニス部
- 卓球部
- 剣道部
- 柔道部
- 弓道部
- 吹奏楽部
- 美術部
- 家庭部
- コンピュータ部

## アクセス
- 名鉄名古屋本線伊奈駅下車、徒歩約1分
- JR東海
  - 東海道本線西小坂井駅下車、徒歩約10分
  - 飯田線小坂井駅下車、徒歩約12分